# Sant Miquel de Pineda
Sant Miquel de Pineda és l'església parroquial del municipi de Sant Feliu de Pallerols (Garrotxa) inclosa en l'Inventari del Patrimoni Arquitectònic de Catalunya.

## Descripció
Església situada a l'esquerra del riu Brugent, vora la riera de Sant Iscle, aigua amunt del cap del municipi. És una església romànica d'una sola nau amb capelles afegides posteriorment. L'absis és sobrealçat i eixalbat. El campanar és de torre i a ponent hi ha la porta, d'època més moderna.
A la part posterior hi ha un petit cementiri.

## Història
L'església formava part del terme del castell d'Hostoles. Al segle xvii era de la batllia reial d'Hostoles.
Fou restaurada l'any 1812 i s'hi afegiren les capelles laterals.